# Say Shava Shava
Say Shava Shava è una canzone classica indiana tratta dal film bollywoodiano Kabhi Khushi Kabhie Gham... (it: A volte felicità, altre volte tristezza...), diretto da Karan Johar.
La musica è stata composta da Aadesh Shrivastava, i testi scritti da Sameer e la canzone interpretata da Sudesh Bhonsle, Alka Yagnik e Udit Narayan.
In Italia compare nella colonna sonora della fiction Tutti pazzi per amore 2.